# Java (Tanz)
Der Java ist ein Gesellschaftstanz zu Musik im 3/4-Takt, der in den 1920er-Jahren für kurze Zeit populär war.
Der Java-Tanz ist aus der Musette-Kultur am Anfang des 20. Jahrhunderts entstanden. Die kulturellen Wurzeln sind im Milieu der von den Auvergnaten unterhaltenen Bälle in Paris und der Pariser Banlieue.
Bekannt wurde der Tanz durch Stücke für das Akkordeon, so von Jo Privat, Augusto Baldi, Émile Vacher.
Er ist ein lebhafter schwingender Ländler. Seine Schritte wurden aus verschiedenen anderen Tänzen und ihren Figuren- bzw. Figurkombinationen gebildet.